# Obages tuberculipennis
Obages tuberculipennis là một loài bọ cánh cứng trong họ Cerambycidae.